# Écosystème aquatique
 (janvier 2022).
La mise en forme du texte ne suit pas les recommandations de Wikipédia : il faut le « wikifier ».
Les points d'amélioration suivants sont les cas les plus fréquents. Le détail des points à revoir est peut-être précisé sur la page de discussion.
- Les titres sont pré-formatés par le logiciel. Ils ne sont ni en capitales, ni en gras.
- Le texte ne doit pas être écrit en capitales (les noms de famille non plus), ni en gras, ni en italique, ni en « petit »…
- Le gras n'est utilisé que pour surligner le titre de l'article dans l'introduction, une seule fois.
- L'italique est rarement utilisé : mots en langue étrangère, titres d'œuvres, noms de bateaux, etc.
- Les citations ne sont pas en italique mais en corps de texte normal. Elles sont entourées par des guillemets français : « et ».
- Les listes à puces sont à éviter, des paragraphes rédigés étant largement préférés. Les tableaux sont à réserver à la présentation de données structurées (résultats, etc.).
- Les appels de note de bas de page (petits chiffres en exposant, introduits par l'outil «  Source ») sont à placer entre la fin de phrase et le point final[comme ça].
- Les liens internes (vers d'autres articles de Wikipédia) sont à choisir avec parcimonie. Créez des liens vers des articles approfondissant le sujet. Les termes génériques sans rapport avec le sujet sont à éviter, ainsi que les répétitions de liens vers un même terme.
- Les liens externes sont à placer uniquement dans une section « Liens externes », à la fin de l'article. Ces liens sont à choisir avec parcimonie suivant les règles définies. Si un lien sert de source à l'article, son insertion dans le texte est à faire par les notes de bas de page.
- La présentation des références doit suivre les conventions bibliographiques. Il est recommandé d'utiliser les modèles {{Ouvrage}}, {{Chapitre}}, {{Article}}, {{Lien web}} et/ou {{Bibliographie}}. Le mode d'édition visuel peut mettre en forme automatiquement les références.
- Insérer une infobox (cadre d'informations à droite) n'est pas obligatoire pour parachever la mise en page.

Pour une aide détaillée, merci de consulter Aide:Wikification.
Si vous pensez que ces points ont été résolus, vous pouvez retirer ce bandeau et améliorer la mise en forme d'un autre article.
Un écosystème aquatique est un écosystème dans et autour d'un plan d'eau. Il s'oppose aux écosystèmes terrestres qui sont ceux que l'on trouve sur terre. Des communautés d'organismes dépendants les uns des autres et de leur environnement vivent dans les écosystèmes aquatiques. Les deux principaux types d'écosystèmes aquatiques sont les écosystèmes marins et les écosystèmes d'eau douce.
Les écosystèmes d'eau douce peuvent être :
- lentiques (eau à faible débit y compris les mares, les étangs et les lacs) ;
- lotique (eau courante plus rapide, par exemple ruisseau et rivière) ;
- les zones humides (zones où le sol est saturé ou inondé pendant au moins une partie du temps)[2].

## Les types

### Écosystème marin

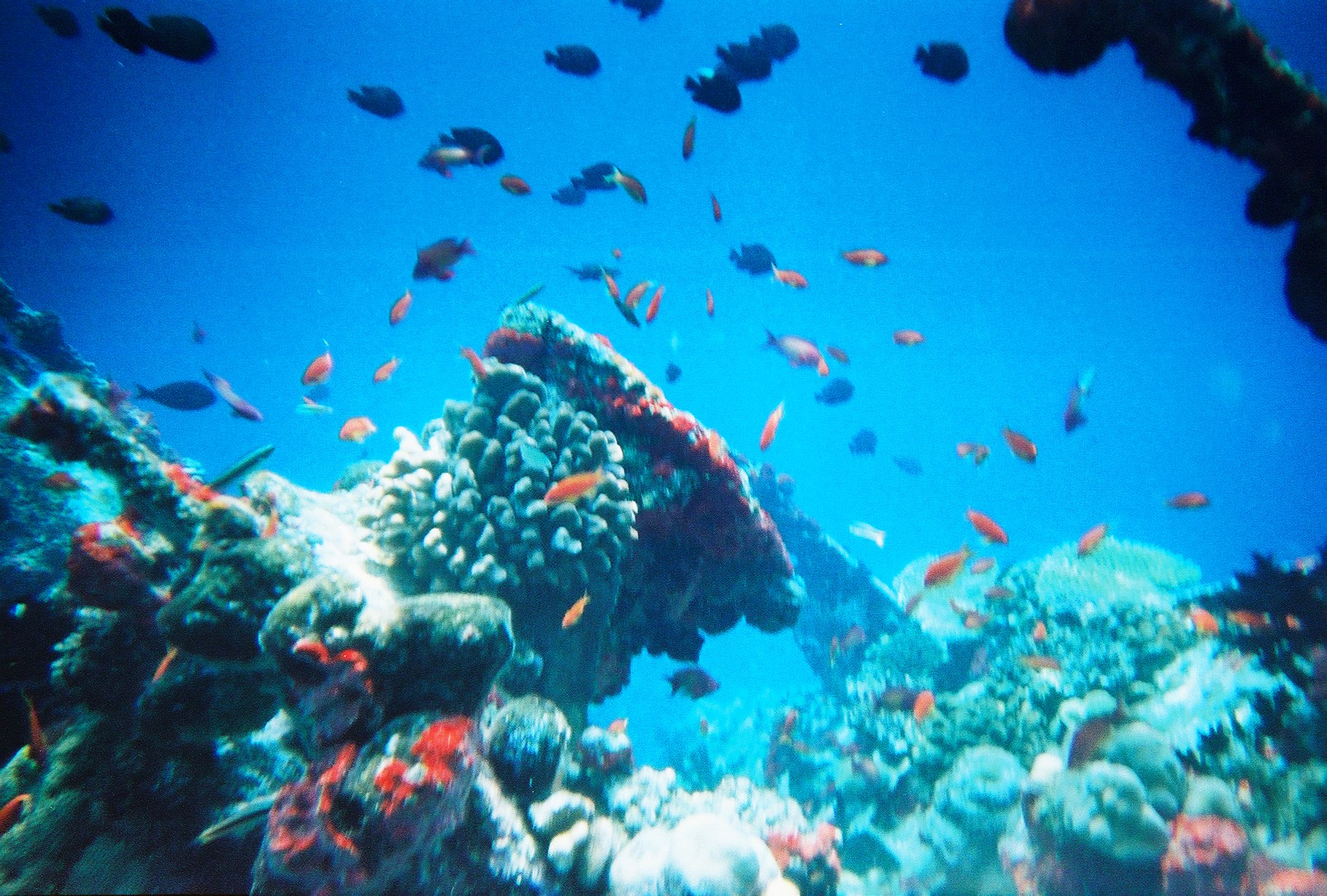
Les récifs coralliens forment des écosystèmes marins complexes dotés d’une biodiversité considérable.

Les écosystèmes marins sont les plus grands des écosystèmes aquatiques de la Terre. Ils sont adaptés à la vie dans des eaux à forte teneur en sel et contrastent avec les écosystèmes d'eau douce de plus faible salinité. Les eaux marines couvrent plus de 70 % de la surface de la Terre et représentent plus de 97 % de l'approvisionnement en eau de la Terrey, et 90 % de l'espace habitable sur Terre. L’eau de mer a une salinité moyenne de 35 parties par millier d’eau. La salinité réelle varie selon les différents écosystèmes marins.
Les écosystèmes marins peuvent être divisés en plusieurs zones selon la profondeur de l'eau et les caractéristiques du littoral. La zone pélagique est la vaste partie ouverte de l'océan où vivent des animaux comme les baleines, les requins et les thons. En zone abyssale (4 km de profondeur), s'est développée une faune adaptée à l'obscurité. La zone benthique se compose de substrats sous l'eau où vivent de nombreux microorganismes et des invertébrés tels que crustacés et  polychètes. Même la zone hadale (6 km) est peuplée notamment d’holothuries,. Dans les cheminées hydrothermales, des microorganismes chimiolythotrophes forment la base du réseau trophique.
La zone intertidale est la zone entre les marées haute et basse. D'autres zones littorales (néritiques) peuvent comprendre des vasières, des herbiers marins, des mangroves, des systèmes intertidaux rocheux, des marais maritimes, des récifs coralliens, des lagunes. Les récifs coralliens forment des écosystèmes marins complexes avec une grande biodiversité.

#### Écosystème côtier marin
Un écosystème côtier marin est un écosystème marin qui se produit là où la terre rencontre l'océan. Les écosystèmes marins côtiers comprennent de nombreux types d'habitats marins, tels que les estuaires et les lagunes, les marais salés et les mangroves, les prairies d'herbiers marins et les récifs coralliens et les forêts de varech. Directement et indirectement, ils fournissent une vaste gamme de services écosystémiques pour les humains, tels que la séquestration du carbone, le recyclage des éléments nutritifs et des éléments nutritifs, la création de pépinières et de zones de pêche pour la pêche commerciale, la prévention de l'érosion côtière et la modération des événements extrêmes, en plus de fournir des services récréatifs et de soutenir le tourisme.

#### Écosystème marin de surface
Les organismes qui vivent librement à la surface, appelés neuston, comprennent des organismes clés comme les algues dorées Sargassum qui composent la mer des Sargasses, des balanes flottantes, des escargots marins, des nudibranches et des cnidaires. De nombreuses espèces de poissons importantes sur les plans écologique et économique vivent ou dépendent de Neuston. Les espèces à la surface ne sont pas réparties uniformément ; la surface de l'océan abrite des communautés et des écorégions neustoniques uniques à certaines latitudes et seulement dans des bassins océaniques spécifiques. Mais la surface est aussi en première ligne du changement climatique et de la pollution. La vie à la surface de l'océan relie les mondes. Des eaux peu profondes aux eaux profondes, en passant par l'océan, les rivières et les lacs, de nombreuses espèces terrestres et marines dépendent de l'écosystème de surface et des organismes qui s'y trouvent.

### Écosystème d'eau douce

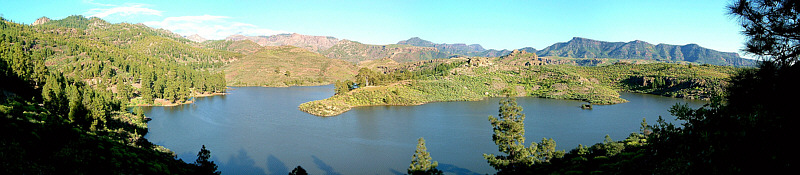
Écosystème d'eau douce

Les écosystèmes d’eau douce sont un sous-ensemble des écosystèmes aquatiques de la Terre, notamment les lacs, les étangs, les rivières, les ruisseaux, les sources, les tourbières et les zones humides. Ils peuvent être comparés aux écosystèmes marins, qui ont une plus grande teneur en sel.
Les habitats d’eau douce peuvent être classés selon différents facteurs, notamment la température, la pénétration de la lumière, les nutriments et la végétation. Il existe trois types fondamentaux d’écosystèmes d’eau douce : le lentic (eau lente, y compris les mares, les étangs et les lacs), le lotic (eau plus rapide, par exemple les cours d’eau et les rivières) et les terres humides (zones où le sol est saturé ou inondé pendant au moins une partie du temps). Les écosystèmes d’eau douce contiennent 41 % des espèces de poissons connues dans le monde.

#### Écosystème lacustre (lacs)
Un écosystème lacustre comprend les plantes biotiques (vivantes), les animaux et les micro-organismes, ainsi que les interactions physiques et chimiques abiotiques (non vivantes). Les écosystèmes lacustres sont un excellent exemple d’écosystèmes lentiques (lentiques se réfère à l’eau douce stationnaire ou relativement calme, du latin lentus, qui signifie "léthargie"), qui comprennent des étangs, des lacs et des zones humides, et une grande partie de cet article s’applique aux écosystèmes lacustres en général. Les écosystèmes lacustres peuvent être comparés aux écosystèmes lotiques, qui impliquent des eaux terrestres telles que les rivières et les ruisseaux. Ensemble, ces deux écosystèmes sont des exemples d’écosystèmes d’eau douce.

#### Écosystème lotique (rivières)

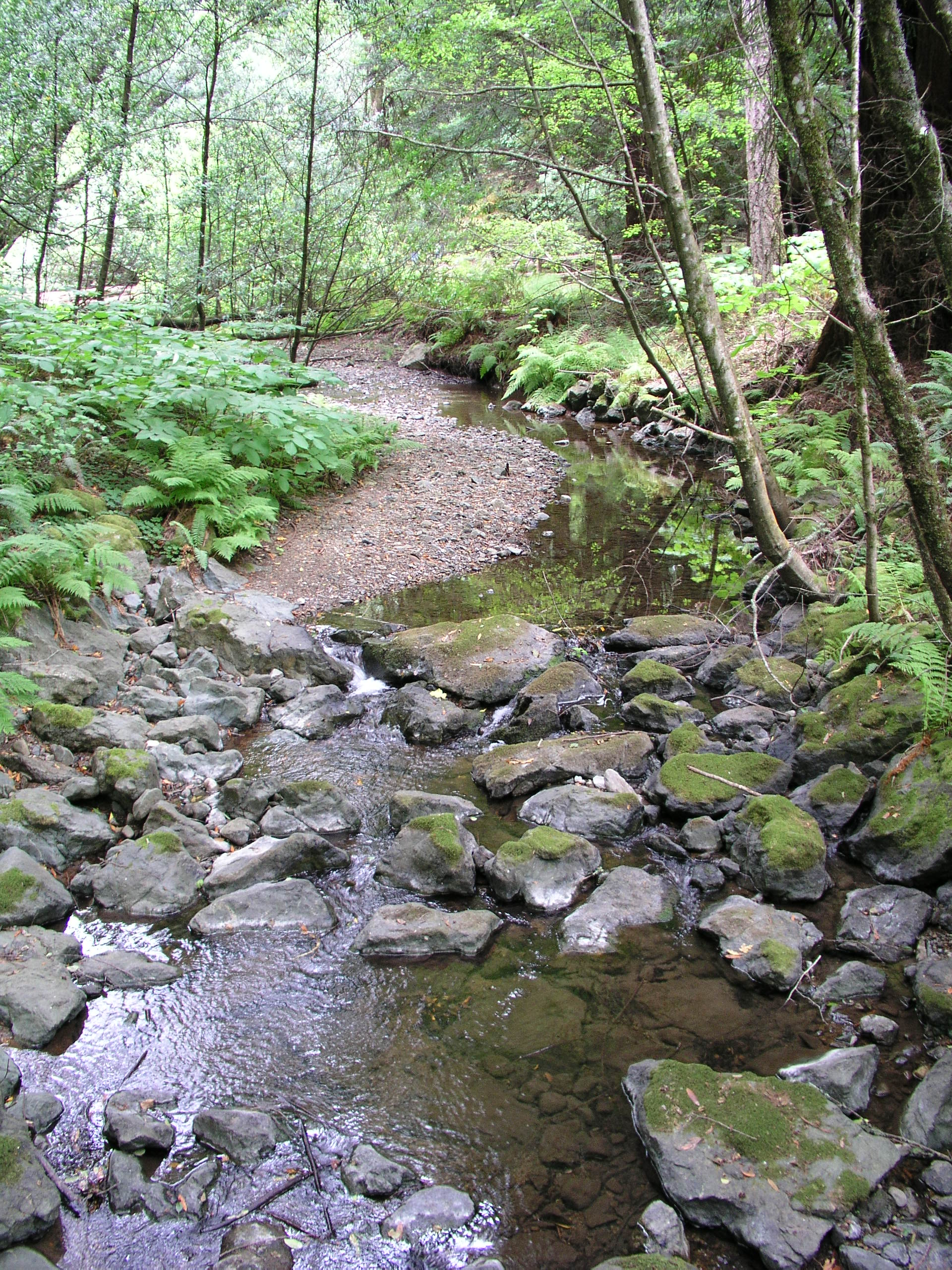
Ce ruisseau dans les parcs nationaux et d'État de Redwood ainsi que son environnement peuvent être considérés comme formant un écosystème fluvial.

Les 0écosystèmes fluviaux sont des eaux qui drainent le paysage et comprennent les interactions biotiques (vivantes) entre les plantes, les animaux et les micro-organismes, ainsi que les interactions physiques et chimiques abiotiques (non vivantes) de ses nombreuses parties,. Les écosystèmes fluviaux font partie de grands réseaux de bassins versants ou de bassins versants, où les petits ruisseaux d'amont s'écoulent dans des ruisseaux de taille moyenne, qui s’écoulent progressivement dans des réseaux fluviaux plus grands. Les principales zones des écosystèmes fluviaux sont déterminées par le gradient du lit de la rivière ou par la vitesse du courant. L'eau turbulente se déplaçant plus rapidement contient généralement des concentrations plus élevées d'oxygène dissous, ce qui favorise une plus grande biodiversité que l'eau des bassins se déplaçant lentement. Ces distinctions constituent la base de la division des rivières en rivières des hautes terres et des basses terres.
Les caractéristiques unifiantes suivantes rendent l'écologie des eaux courantes unique parmi les habitats aquatiques : le débit est unidirectionnel, il y a un état de changement physique continu, il y a un degré élevé d’hétérogénéité spatiale et temporelle à toutes les échelles (microhabitats), la variabilité entre les systèmes lotiques est assez élevée et le biote est spécialisé pour vivre avec les conditions d'écoulement.

#### Milieu humide
Un milieu humide est un écosystème distinct qui est inondé par l’eau, de façon permanente (pendant des années ou des décennies) ou saisonnière (pendant des semaines ou des mois). L'inondation entraîne des processus sans oxygène (anoxiques) qui prévalent, surtout dans les sols. Le principal facteur qui distingue les milieux humides des formes terrestres ou des plans d’eau est la végétation caractéristique des plantes aquatiques, adaptée aux sols hydriques anoxiques uniques. Les milieux humides sont considérés comme l’un des écosystèmes les plus diversifiés sur le plan biologique, abritant un large éventail d’espèces végétales et animales uniques. Des méthodes d’évaluation des fonctions des zones humides, de la santé écologique des zones humides et de l’état général des zones humides ont été élaborées pour de nombreuses régions du monde. Ces méthodes ont contribué à la conservation des zones humides, en partie en sensibilisant le public aux fonctions de certaines zones humides.

## Fonctions
Les écosystèmes aquatiques remplissent de nombreuses fonctions environnementales importantes. Par exemple, ils recyclent les nutriments, purifient l'eau, atténuent les inondations, recharge l'eau souterraine et fournissent des habitats à la faune. Les écosystèmes aquatiques sont également utilisés pour les loisirs humains et sont très importants pour l'industrie du tourisme, en particulier dans les régions côtières.

## Caractéristiques biotiques (composants vivants)
Les caractéristiques biotiques sont principalement déterminées par les organismes présents. Par exemple, les plantes des zones humides peuvent produire des canopées denses qui couvrent de vastes zones de sédiments, ou des escargots ou des oies peuvent brouter la végétation en laissant de grandes vasières. Les milieux aquatiques ont des niveaux d'oxygène relativement faibles, forçant l'adaptation des organismes qui s'y trouvent. Par exemple, de nombreuses plantes des zones humides doivent produire un aerenchyme pour transporter l'oxygène jusqu'aux racines. D'autres caractéristiques biotiques sont plus subtiles et difficiles à mesurer, comme l'importance relative de la compétition, du mutualisme ou de la prédation. Il existe un nombre croissant de cas où la prédation par les herbivores côtiers, notamment les escargots, les oies et les mammifères, semble être un facteur biotique dominant.

### Organismes autotrophes
Les organismes autotrophes sont des producteurs qui génèrent des composés organiques à partir de matières inorganiques. Les algues utilisent l'énergie solaire pour produire de la biomasse à partir de dioxyde de carbone et sont probablement les organismes autotrophes les plus importants dans les environnements aquatiques. Plus l'eau est peu profonde, plus la contribution de la biomasse des plantes vasculaires enracinées et flottantes est importante. Ces deux sources se combinent pour produire l'extraordinaire production des estuaires et des zones humides, car cette biomasse autotrophe est convertie en poissons, oiseaux, amphibiens et autres espèces aquatiques.
Les bactéries chimiosynthétiques sont présentes dans les écosystèmes marins benthiques. Ces organismes sont capables de se nourrir de sulfure d'hydrogène dans l'eau provenant de cheminées volcaniques. De grandes concentrations d'animaux qui se nourrissent de ces bactéries se trouvent autour des cheminées volcaniques. Par exemple, il existe des vers tubicoles géants (Riftia pachyptila) de 1,5 m de long et des palourdes (Calyptogena magnifica) de 30 cm de long.

### Organismes hétérotrophes
Les organismes hétérotrophes consomment des organismes autotrophes et utilisent les composés organiques de leur corps comme sources d'énergie et comme matières premières pour créer leur propre biomasse.
Les organismes euryhalines sont tolérants au sel et peuvent survivre dans les écosystèmes marins, tandis que les espèces sténohalines ou intolérantes au sel ne peuvent vivre que dans des environnements d'eau douce.

## Caractéristiques abiotiques (composants non vivants)
Un écosystème est composé de communautés biotiques structurées par des interactions biologiques et des facteurs environnementaux abiotiques. Certains des facteurs environnementaux abiotiques importants des écosystèmes aquatiques comprennent le type de substrat, la profondeur de l'eau, les niveaux de nutriments, la température, la salinité et le débit,. Il est souvent difficile de déterminer l'importance relative de ces facteurs sans des expériences assez vastes. Il peut y avoir des boucles de rétroaction compliquées. Par exemple, les sédiments peuvent déterminer la présence de plantes aquatiques, mais les plantes aquatiques peuvent également piéger des sédiments et s'ajouter aux sédiments par la tourbe.
La quantité d'oxygène dissous dans une masse d'eau est souvent la substance clé pour déterminer l'étendue et les types de vie organique dans la masse d'eau. Les poissons ont besoin d'oxygène dissous pour survivre, bien que leur tolérance à un faible taux d'oxygène varie selon les espèces; dans les cas extrêmes de faible teneur en oxygène, certains poissons ont même recours à l'inhalation d'air. Les plantes doivent souvent produire un aerenchyme, tandis que la forme et la taille des feuilles peuvent également être modifiées. Inversement, l'oxygène est mortel pour de nombreux types de bactéries anaérobies.
Les niveaux de nutriments sont importants pour contrôler l'abondance de nombreuses espèces d'algues. L'abondance relative de l'azote et du phosphore peut en effet déterminer quelles espèces d'algues finissent par dominer. Les algues sont une source très importante de nourriture pour la vie aquatique, mais en même temps, si elles deviennent surabondantes, elles peuvent provoquer le déclin des poissons lorsqu'elles se décomposent. Une surabondance similaire d'algues dans des environnements côtiers tels que le golfe du Mexique produit, lors de la décomposition, une région d'eau hypoxique connue sous le nom de zone morte.
La salinité de la masse d'eau est également un facteur déterminant dans les types d'espèces présentes dans la masse d'eau. Les organismes des écosystèmes marins tolèrent la salinité, tandis que de nombreux organismes d'eau douce ne tolèrent pas le sel. Le degré de salinité dans un estuaire ou un delta est un contrôle important du type de zone humide (fraîche, intermédiaire ou saumâtre) et des espèces animales associées. Les barrages construits en amont peuvent réduire les crues printanières et l'accumulation de sédiments, et peuvent donc entraîner une intrusion d'eau salée dans les zones humides côtières.
L'eau douce utilisée à des fins d'irrigation absorbe souvent des niveaux de sel nocifs pour les organismes d'eau douce.

## Menaces
La santé d'un écosystème aquatique se dégrade lorsque la capacité de l'écosystème à absorber un stress est dépassée. Un stress sur un écosystème aquatique peut être le résultat d'altérations physiques, chimiques ou biologiques de l'environnement. Les altérations physiques comprennent les changements dans la température de l'eau, le débit d'eau et la disponibilité de la lumière. Les altérations chimiques comprennent des changements dans les taux de charge des nutriments biostimulants, des matériaux consommant de l'oxygène et des toxines. Les altérations biologiques comprennent la surexploitation d'espèces commerciales et l'introduction d'espèces exotiques. Les populations humaines peuvent imposer des contraintes excessives aux écosystèmes aquatiques.
Il existe de nombreux exemples de stress excessifs avec des conséquences négatives. L'histoire environnementale des Grands Lacs d'Amérique du Nord illustre ce problème, en particulier comment de multiples stress, tels que la pollution de l'eau, la surexploitation et les espèces envahissantes peuvent se combiner. Les Norfolk Broadlands en Angleterre illustrent un déclin similaire avec la pollution et les espèces envahissantes. Le lac Pontchartrain le long du golfe du Mexique illustre les effets négatifs de différents stress, notamment la construction de digues, l'exploitation forestière des marécages, les espèces envahissantes et l'intrusion d'eau salée.